# 北条忠時
北条 忠時（ほうじょう ただとき、建長元年（1249年） - 弘安7年10月2日（1284年11月10日））は、鎌倉時代の武士。北条重時の十男だが、他の兄弟達の中に夭折するなどして業績を残せず、日の目を浴びなかった者もいたため、六男として扱われることもある。通称は陸奥十郎。子に親時がいる。
弘長3年（1263年）、椀飯の儀式に参列。宗尊親王の鶴岡八幡宮参詣に際し供奉を担当。建治3年（1277年）に従五位下、左近将監に叙位される。同年、北条貞時が元服した折、儀式で馬の牽引を担当した。弘安4年（1281年）、引付衆に補任される。同7年（1284年）死去。『続拾遺和歌集』に歌が一首採録されている。